# 春野町弘岡中
春野町弘岡中（はるのちょうひろおかなか）は、高知県高知市の町名。2017年7月1日現在の人口は1303人。郵便番号は781-0302（春野郵便局管区）。本項ではかつて同区域に存在した吾川郡弘岡中ノ村（ひろおかなかのむら）についても記す。

## 地理
高知市の南西部、春野町北西部の一角にあたる。西で春野町弘岡上、南で春野町森山、東で春野町弘岡下、北で針木南・針木西および吾川郡いの町八田に接する。北東の春野町弘岡下との境界から南西に抜ける国道56号・土佐市バイパスと東西に横断する高知県道36号高知南環状線がX型に交差し、春野町弘岡上との境界を高知県道14号春野赤岡線が通過する。北は山間部となっている。

## 歴史
- 幕末 - 吾川郡弘岡中ノ村が存在。「旧高旧領取調帳」の記載によると高知藩領。
- 明治4年7月14日（1871年8月29日） - 廃藩置県により高知県の管轄となる。
- 1889年（明治22年）4月1日 - 町村制の施行により、近世以来の弘岡中ノ村が単独で自治体を形成。
- 1950年（昭和25年）5月31日 - 一部（字北平2781ノ26）を八田村、一部（字北平1781ノ19 - 2781ノ25）を高知市に編入
- 1956年（昭和31年）9月30日 - 弘岡中ノ村が平和村・西分村・仁西村・森山村・弘岡上ノ村・弘岡下ノ村と合併して春野村が発足。同村大字弘岡中となる。
- 1969年（昭和44年）9月30日 - 春野村が町制施行して春野町となる。
- 2008年（平成20年）1月1日 - 春野町が高知市に編入。弘岡中の区域をもって春野町弘岡中を新設。

## 交通

### バス
とさでん交通
- 御殿（運転系統多数のため割愛）

### 道路
- 国道56号
  - 土佐市バイパス
- 高知県道14号春野赤岡線
- 高知県道36号高知南環状線

## 施設
- 高知県立春野総合運動公園